# Célula electrolítica
Celda electrolítica

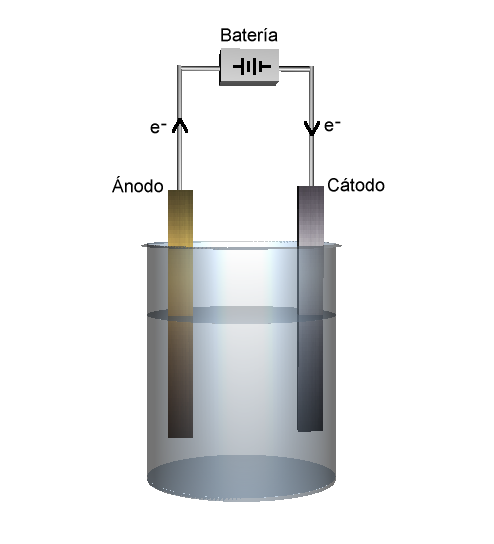
Cuba electrolítica, mostrando los electrodos y la fuente de alimentación que genera la corriente eléctrica.

Se denomina celda electrolítica o cuba electrolítica al dispositivo utilizado para la descomposición mediante corriente eléctrica de sustancias ionizadas denominadas electrolitos
Los electrolitos pueden ser ácidos, bases o sales.
Al proceso de disociación o descomposición realizado en la celda electrolítica se le llama electrólisis.
En la electrólisis se pueden distinguir tres fases:
- Ionización - Es una fase previa antes de la aplicación de la corriente y para efectuar la sustancia a descomponer ha de estar ionizada, lo que se consigue disolviéndola o fundiéndola.
- Orientación - En esta fase, una vez aplicada la corriente los iones se dirigen, según su carga eléctrica, hacia los polos (+) o (-) correspondiente
- Descarga - Los iones negativos o aniones ceden electrones al ánodo (+) y los iones positivos o cationes toman electrones del cátodo (-).

Para que los iones tengan bastante movilidad, la electrólisis se suele llevar a cabo en disolución o en sales. Salvo en casos como la síntesis directa del hipoclorito sódico los electrodos se separan por un diafragma para evitar la reacción de los productos formados. 
Para la síntesis de la sosa también se ha empleado un cátodo de mercurio. Este disuelve el sodio metal en forma de amalgama y es separado así.